# Scopula alboverticata
Scopula alboverticata är en fjärilsart som beskrevs av W. Warren 1895. Scopula alboverticata ingår i släktet Scopula och familjen mätare. Inga underarter finns listade.